# Бенджамін Штарке
Бенджамін Штарке (нім. Benjamin Starke, 25 листопада 1986) — німецький плавець.
Учасник Олімпійських Ігор 2008, 2012 років.
Призер Чемпіонату світу з водних видів спорту 2009, 2011 років.